# بوليتيسة
بوليتيسة (الاسم العلمي: Polietes)، جنس ذباب من فصيلة ذبابية منزلية.

## قائمة الأنواع
- P. domitor (Harris, 1780)
- P. hirticrura Meade, 1887
- P. hirticrus Meade, 1887
- P. lardarius (يوهان كريستيان فابريكيوس, 1781)
- P. major (Ringdahl, 1926)
- P. meridionalis Peris & Llorente, 1963
- P. nigrolimbatus (Bonsdorff, 1866)
- P. orichalceoides (Huckett, 1965)
- P. steinii (Ringdahl, 1913)

هذه القائمة غير مكتملة. يمكنك المساعدة من خلال توسيعها.